# Badanie laryngologiczne
Badanie laryngologiczne (badanie otorynolaryngologiczne, w skrócie badanie ORL) – badanie lekarskie wykonywane przez laryngologa.
W jego skład wchodzi:
- badanie zewnętrzne ucha i okolicy zausznej
- otoskopia – badanie przewodu słuchowego zewnętrznego i błony bębenkowej
- rynoskopia – badanie jamy nosowej
- badanie jamy ustnej
- badanie gardła
- rynoskopia tylna – badanie części nosowej gardła przez jamę ustną za pomocą lusterka i szpatuły
- laryngoskopia pośrednia – badanie krtani za pomocą lusterka, w tym ocena części krtaniowej gardła
- badanie węzłów chłonnych szyi.

Dodatkowo uzupełnieniem badania ORL może być:
- badanie akumetryczne
- badanie otoneurologiczne – badanie obwodowego narządu równowagi, w tym badanie oczopląsu
- badanie czynności nerwu twarzowego i innych nerwów czaszkowych.

Do badania ORL laryngolog używa najczęściej lustra czołowego lub lampy czołowej i specjalnych narzędzi.

Przeczytaj ostrzeżenie dotyczące informacji medycznych i pokrewnych zamieszczonych w Wikipedii.